# Rozpylec

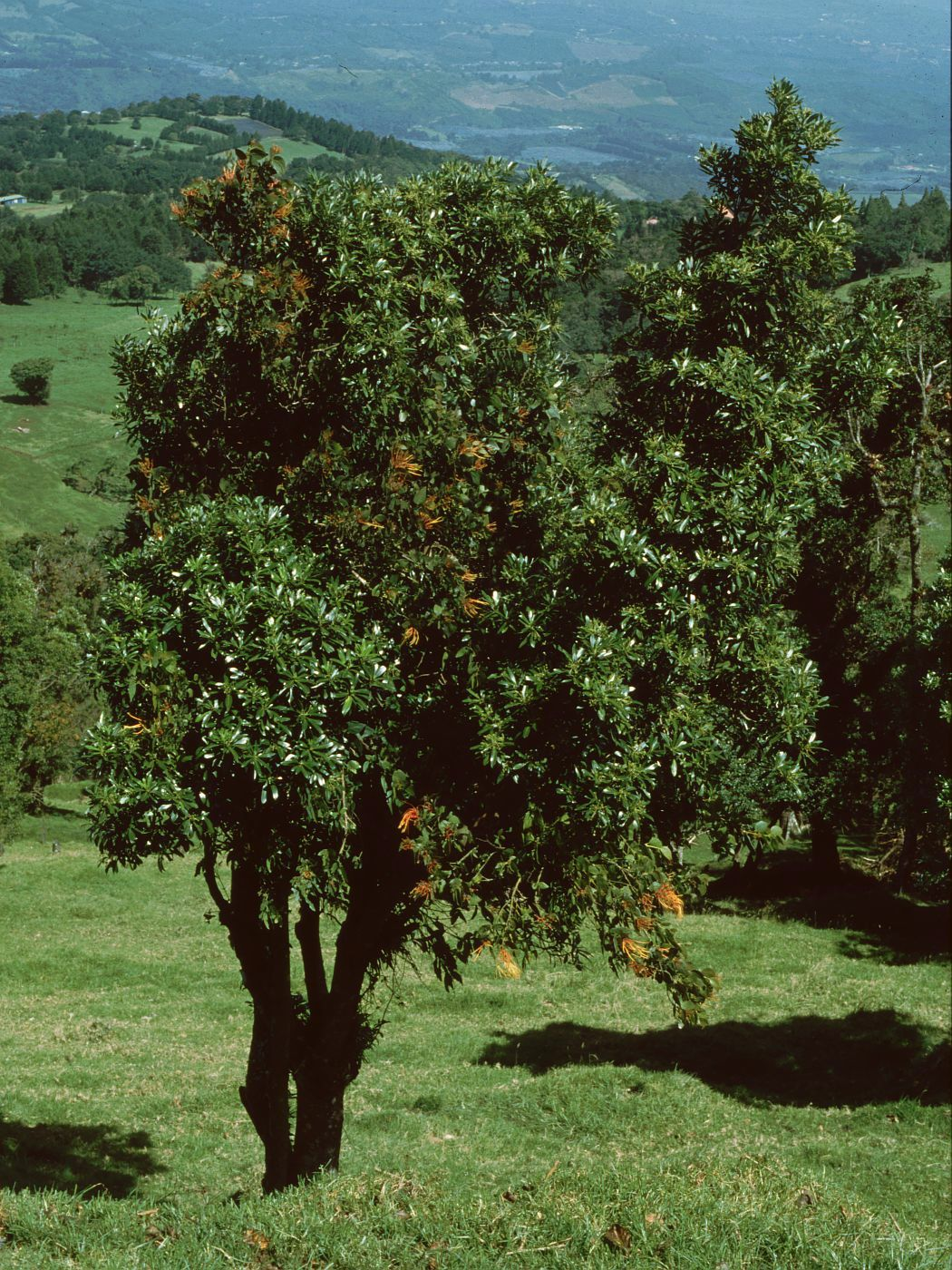
Rozpylec Drimys granadensis v Kostarice

Rozpylec (Drimys) je rod rostlin z čeledi winterovité (Winteraceae). Jsou to dřeviny s tuhými, střídavými, jednoduchými listy a bílými květy s primitivní stavbou. Rod zahrnuje asi 5 až 7 druhů a je rozšířen v Latinské Americe.
Rozpylce jsou považovány za jedny z nejstarobylejších žijících krytosemenných rostlin. Druhy rozšířené ve Starém světě byly přeřazeny do rodu Tasmannia. Rozpylce mají význam zejména jako léčivé rostliny.

## Popis
Rozpylce jsou stálezelené, aromatické keře nebo nevelké stromy s tuhými, střídavými, jednoduchými listy. Některé druhy rostou i jako epifyty. Květy jsou pravidelné, oboupohlavné, jednotlivé nebo uspořádané ve vrcholových okolících nebo svazečcích. Kališní lístky jsou v poupěti srostlé, později se rozdělují do 2 nebo 3 laloků. Koruna je bílá, složená ze 4 až 17 nebo i více lístků uspořádaných v 1 až 3 kruzích. Tyčinek je větší počet a mají dužnaté nitky. Gyneceum je složeno ze 3 až 12 (až 24) volných plodolistů. V každém plodolistu je 6 až 26 vajíček. Plodem je souplodí purpurových až černých bobulí.

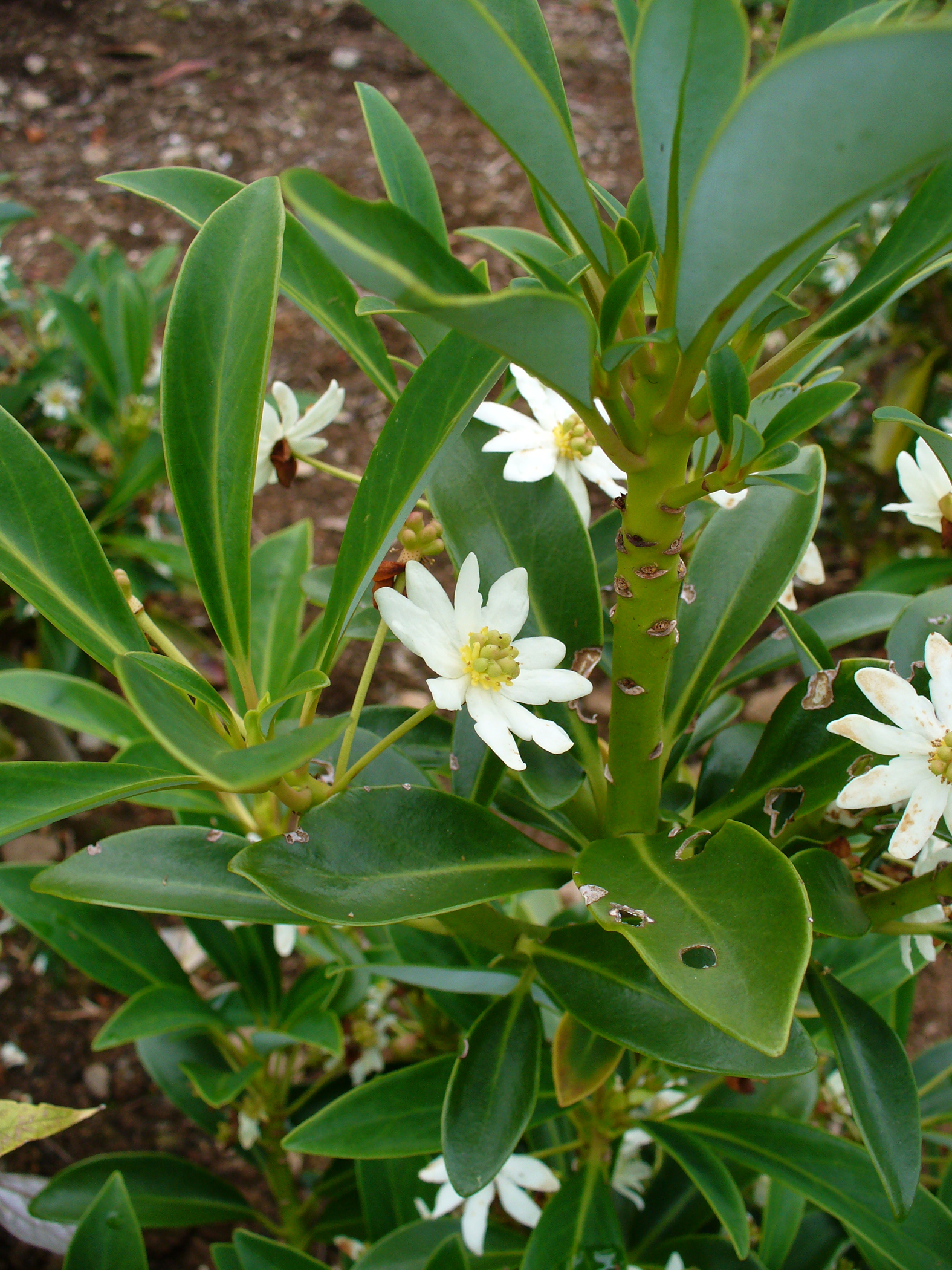
Kvetoucí rozpylec Drimys andina
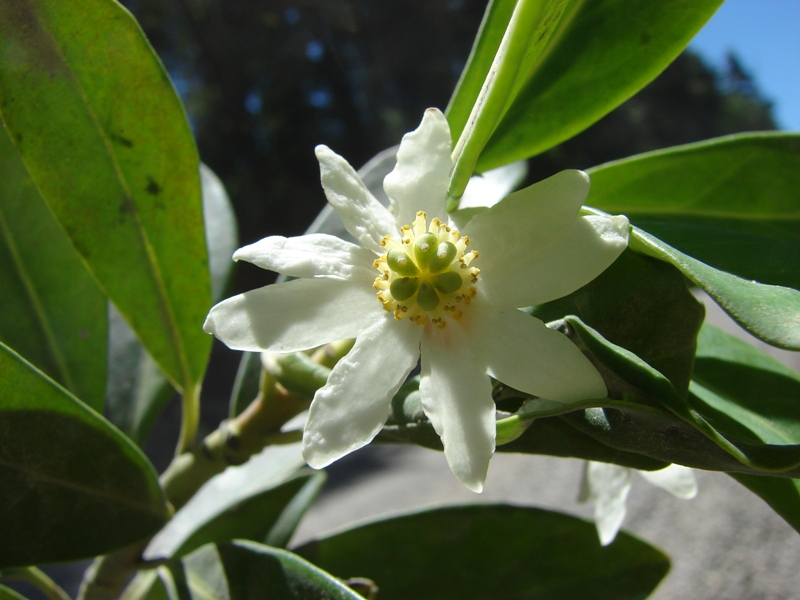
Květ rozpylce Drimys andina
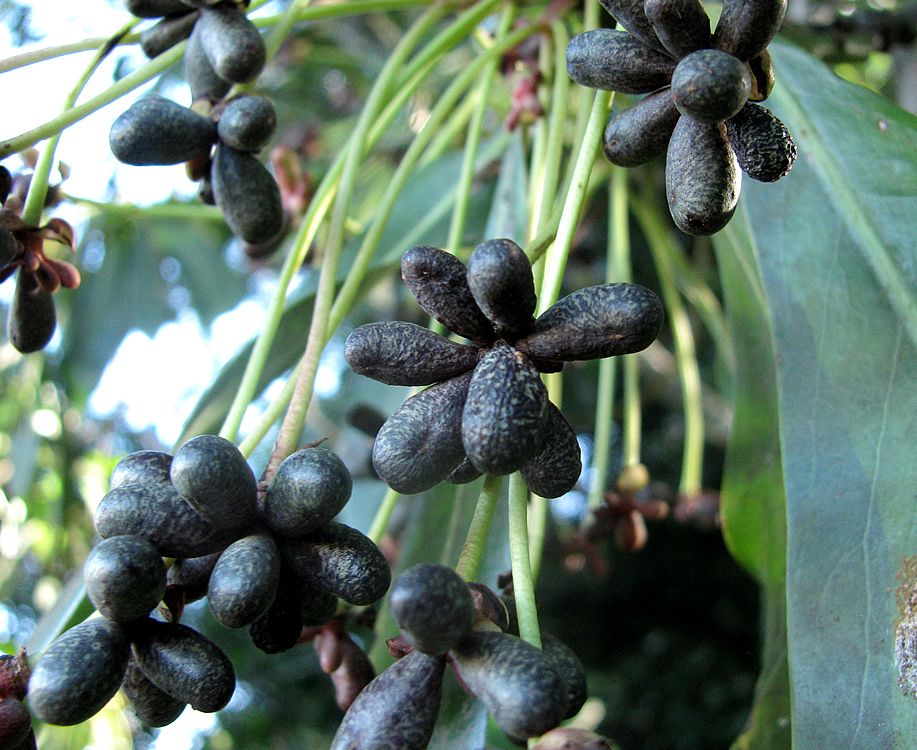
Plody rozpylce lékařského

## Rozšíření
Rod zahrnuje (v závislosti na taxonomickém pojetí) 5 až 7 druhů. Je rozšířen v Latinské Americe od jižního Mexika a Střední Ameriky po Patagonii. Druh Drimys confertifolia je endemit ostrovů Juan Fernandez západně od Chile.
V některých oblastech jsou rozpylce běžnou složkou vegetace, zejména ve středním a nejjižnějším Chile, brazilském státě Minas Gerais, Kolumbii a Kostarice. Nejčastěji se vyskytují v chladných, vlhkých, horských nebo temperátních lesích.

## Ekologické interakce
Květy rozpylců jsou opylovány hmyzem, zejména mouchami, kterým nabízejí nektar ze žláz na prašnících i čnělkách a pyl. Květy Drimys brasiliensis jsou navštěvovány zejména brouky konzumujícími pyl.

## Prehistorie
Fosílie přiřazované k rodu Drimys jsou známy ze starších třetihor z období paleocénu. Druh byl popsán jako †Drimys antarctica a byl nalezen na ostrovech u Antarktického poloostrova. Z Austrálie byl popsán druh †Drimys laevifolia eocenního stáří.

## Taxonomie
Nejblíže příbuzné rody jsou Zygogynum (asi 45 druhů v Australasii) a Pseudowintera (4 druhy na Novém Zélandu). V minulosti byl rod pojímán šířeji a byly do něj řazeny i druhy Starého světa, dnes oddělované do samostatného rodu Tasmannia. Rozpylce jsou spolu s dalšími rody čeledi Winteraceae a druhem Degeneria vitiensis považovány za nejstarobylejší žijící krytosemenné rostliny. Starobylé znaky spočívají zejména v morfologii květních orgánů a anatomii vodivých pletiv. Tyčinky jsou ploché, s prašníkovou částí málo diferencovanou od nitky. Okraje plodolistů jsou dosud nedokonale srostlé. Počet květních částí je neustálený. Ve dřevu chybějí pravé cévy a jsou přítomny pouze cévice.

## Zástupci
- rozpylec kopinatý (Drimys lanceolata)
- rozpylec lékařský (Drimys winteri)[12]

## Význam
Rozpylce mají význam zejména jako léčivé rostliny. Rozpylec lékařský je v Jižní Americe využíván při léčení pestré palety různých neduhů, mezi jinými horečky, vředů, rakoviny, bolestí a infekcí dýchacích cest.
Kůra Drimys roraimensis má peprnou chuť a je v Latinské Americe používána při horečkách a bolestech hlavy či zubů. Rovněž kůra Drimys brasiliensis, druhu rozšířeného v Brazílii v oblasti Atlantického lesa, je lokálně využívána při kurdějích, horečkách a bolestech břicha a rovněž k aromatizaci jídla.